# Indonésia nos Jogos Olímpicos de Verão de 1968
A Indonésia competiu nos Jogos Olímpicos de Verão de 1968, realizados em Cidade do México, México.